# Cantonul Ault
Cantonul Ault este un canton din arondismentul Abbeville, departamentul Somme, regiunea Picardia, Franța.

## Comune
| Comune                                 | Populație (1999) | Cod poștal | Cod INSEE |
| -------------------------------------- | ---------------- | ---------- | --------- |
| Allenay                                | 279              | 80130      | 80018     |
| Ault                                   | 2.070            | 80460      | 80039     |
| Béthencourt-sur-Mer                    | 997              | 80130      | 80096     |
| Friaucourt                             | 669              | 80460      | 80364     |
| Méneslies                              | 310              | 80520      | 80527     |
| Mers-les-Bains                         | 3.530            | 80350      | 80533     |
| Oust-Marest                            | 704              | 80460      | 80613     |
| Saint-Quentin-la-Motte-Croix-au-Bailly | 1.310            | 80880      | 80714     |
| Woignarue                              | 735              | 80460      | 80826     |
| Yzengremer                             | 516              | 80520      | 80834     |